# سپرمیگو
سپرمیگو(نام علمی: Notostraca) نام یک راسته از رده آبشش‌پایان است.